# Der Stern des Wallenstein
Der Stern des Wallenstein ist die vierte Kammeroper des österreichischen Komponisten Akos Banlaky aus dem Jahr 2009. Es stellt die dritte Zusammenarbeit Banlakys mit Kristine Tornquist (Libretto) und dem sirene Operntheater Wien dar. Die Geschichte des Wallenstein ist dem Roman Nachts unter der steinernen Brücke von Leo Perutz entnommen. Es ist darin die achte von insgesamt vierzehn Erzählungen und trägt auch im Roman den Titel Der Stern des Wallenstein.

## Handlung
Am Hof des Kaisers Rudolf II. wird gespart und vielen Bediensteten das Salär nicht ausbezahlt, so auch dem Astronomen Johannes Kepler. Im Gespräch mit dem Geheimsekretär Hanniwald beschwert sich Kepler, dass er als seriöser Astronom nicht die astrologischen Voraussagen treffen wolle, die der Kaiser wünsche. Zum Abschluss des Gesprächs fragt Kepler noch nach dem jungen Adeligen Waldstein, denn der will sich von ihm ebenso eine astrologische Berechnung machen lassen. Er ist neugierig, denn Kepler liest aus der Handschrift des Waldstein einen schwierigen, aber großen Charakter.
Nun kommt der junge verarmte Waldstein zu Kepler. Das Quaken der Frösche im Teich hinter Keplers Haus stört ihn übermäßig, er erzählt, dass ihn alle Tierlaute rasend machten, wie auch all die Tiere, die er rund um seine Wohnung schreien, bellen und meckern hört. Waldstein will sich für die kommende Nacht die Planetenkonstellation berechnen lassen. Denn er hat vor, sich einer Diebesbande anzuschließen, um an Geld für seine politischen Unternehmungen zu kommen. Dafür hofft er auf den guten Einfluss des Mars. Doch Kepler berechnet für ihn die Venus. Waldstein verspricht Kepler den Lohn für die Berechnung nach der betreffenden Nacht.
Waldstein hat verabredet, dass er abends von einer Kutsche abgeholt wird, die ihn unter strengen Sicherheitsvorkehrungen zu Barvitius, dem Haupt der Diebesbande, bringen soll. Der Überfall soll auf den reichen Juden Mordechai Meisl verübt werden, den heimlichen Schatzmeister des Kaisers, der in letzter Zeit sein Geld wie ein Verrückter verschenke und unter die Leute bringe. Waldstein steigt in die vorfahrende Kutsche ein. Die Augen werden ihm verbunden.
Nach langer Fahrt wird er in ein Schloss geführt, wo ihn aber nicht der Barvitius, sondern eine schöne, maskierte Frau erwartet. Nach Missverständnissen auf beiden Seiten wird Waldstein erklärt, dass die Dame die Freiheit liebe und deshalb inkognito und maskiert für eine Nacht seine Geliebte sein wolle. So verbringt Waldstein mit der Unbekannten eine Liebesnacht. Doch morgens erkennt er am verhassten Krähen des Hahnes seiner Wirtin, dass er sich nicht weit von zuhause befindet und es sich bei der Unbekannten um seine Nachbarin, die schöne, sehr reiche Witwe Lukretia, handelt. Nachdem er sie enttarnt hat, willigt sie ein, ihn zu heiraten.
Als er in sein kleines Zimmer zurückkommt, wartet dort der Verbindungsmann der Diebesbande aufgeregt auf ihn. In der Nacht sind der Barvitius und seine Gesellen verhaftet worden. Zum Dank für das gute Horoskop, das ihn nun reicher gemacht hat als der geplante Beutezug, schickt Waldstein einen Beutel Golddukaten an den armen Kepler, der der Astrologie nun zugutehält, dass sie besser nährt als die Astronomie.

## Gestaltung

### Szenenfolge
- Prolog. Johannes Kepler
- Rezitativ und Arie des Barvitius (In Prag geht das Gerücht)
- Rezitativ und Szene des Waldstein (Das will mir nicht recht gefallen)
- Passacaglia. Die Fahrt mit der Kutsche (Ich kann nicht länger bleiben in Prag)
- Szene. Waldstein wird in ein helles Zimmer geführt. Die Liebesnacht
- Duett und Bacchanal. Der Hahnenschrei und die reiche Witwe
- Rezitativ und Arie des Leitnitzer (Wo seid Ihr gestern geblieben)
- Epilog. Johannes Kepler (Die Astrologie und die Astronomie)

### Besetzung
- Klarinette / Bassklarinette
- Harfe
- Akkordeon
- Schlagzeug
- Klavier / Celesta
- Violine
- Violoncello
- Kontrabass

## Werkgeschichte
Der Uraufführung fand am 3. Juli 2009 in der Ankerbrotfabrik Wien statt. Es gab eine Folgeaufführung am 4. Juli. Die beiden Aufführungen waren der siebente Teil des über neun Wochen angelegten Opernuraufführungsprojektes Nachts des sirene Operntheaters, bei dem neun Erzählungen aus Perutz’ Roman Nachts unter der steinernen Brücke ausgewählt wurden, als Kammeropern ausgearbeitet wurden und wöchentlich eine davon zur Uraufführung (samt einer Folgeaufführung) gebracht wurde.
Die musikalische Leitung übernahm François-Pierre Descamps, Regie führte Kristine Tornquist.
Sänger und Sängerinnen
- Gernot Heinrich (Wallenstein)
- Nina Maria Edelmann (Lukretia von Landeck)
- Armin Gramer (Johannes Kepler)
- Gottfried Falkenstein (Georg Leitnitzer)
- Alfred Werner (Barvitius)
- Richard Helm (Kutscher / Diener der Lukretia)
- Johann Leutgeb (Mordechai Meisl)

ensemble on_line / PHACE
Leading Team
- Kristine Tornquist (Regie)
- François-Pierre Descamps (musikalische Leitung)
- Jakob Scheid (Bühne)
- Markus Kuscher (Kostüm)
- Edgar Aichinger (Licht)
- Rainer Vierlinger (Coregie)
- Sabine Maringer, Karlo Svetlicic (Bühnenmaschinisten)
- Jury Everhartz (Produktionsleitung)

Musikerinnen
- Gregor Narnhofer (Klarinette)
- Mariagrazia Pistan-Zand (Harfe)
- Nada Sladonja (Akkordeon)
- Mathilde Hoursiangou (Tasteninstrumente)
- Thomas Wally (Violine)
- Jörg Ulrich Krah (Violoncello)
- Barbara Tanzler (Kontrabass)
- Berndt Thurner (Schlagwerk)

Den Ehrenschutz der Uraufführung übernahm die damalige Ministerin für Unterricht, Kunst und Kultur der Republik Österreich Claudia Schmied.